# Smolensk (film)
Pour plus de détails, voir Fiche technique et Distribution.
Smolensk (Smoleńsk) est un film polonais réalisé par Antoni Krauze, sorti en 2016, dont le sujet est inspiré par l'accident de l'avion présidentiel polonais à Smolensk.

## Synopsis
L'intrigue du film fait référence au crash de l'avion Tu-154M du 10 avril 2010 à Smolensk et vise à présenter l'histoire de personnes rassemblées autour de cet événement et touchées par la tragédie. L'héroïne de l'histoire est la journaliste Nina, qui cherche à découvrir la vérité sur la catastrophe. Au début, elle est sceptique quant à la théorie de l'assassinat. Son attitude toutefois change au cours des entretiens avec les membres de la famille des victimes de la catastrophe. Elle parle entre autres avec la veuve du général Andrzej Błasik et les parents d'un des pilotes. À un moment où Nina commence à évoquer les questions soulevées par les partisans de la théorie du coup d'Etat, son supérieur hiérarchique la met en garde. Plus tard, Nina apprend le décès de témoins clés de la catastrophe. Selon le film, ils se sont suicidés dans des circonstances obscures. Lors de son séjour aux États-Unis, Nina participe à une réunion de Gazeta Polska au cours de laquelle elle rencontre d'autres personnes qui croient en la théorie de l'assassinat. C'est alors qu'elle apprend la possibilité d'une explosion à bord de l'avion.
Le spectateur ne peut que deviner le résultat de l'enquête à partir des fragments du vol du 10 avril qui sont montrés au cours de la seconde moitié du film. Ils montrent le décollage de l'avion, les conversations des pilotes et le comportement des passagers. À un moment, le pilote tente de reprendre le contrôle de l'appareil, mais cela s'avère impossible, puis, une explosion se produit. Dans la scène suivante, les esprits des victimes de Katyń saluent le fantôme du président et de son épouse.
La fin du film montre la manifestation des partisans de la théorie du coup d’État sur la Krakowskie Przedmieście à Varsovie.

## Fiche technique
- Titre : Smolensk
- Titre original : Smoleńsk
- Réalisation : Antoni Krauze
- Scénario : Marcin Wolski
Tomasz Łysiak
Maciej Pawlicki
Antoni Krauze
- Musique : Michał Lorenc
- Photographie : Michał Pakulski
- Montage : Miłosz Janiec
- Costumes : Małgorzata Gwiazdecka
- Société de production : Fondation Smoleńsk 2010
- Pays d'origine :  Pologne
- Format :
- Genre : Drame
- Durée : 120 minutes
- Date de sortie : 
  - Pologne : 9 septembre 2016

## Distribution
- Beata Fido : la journaliste Nina
- Maciej Półtorak : caméraman
- Redbad Klijnstra : rédacteur
- Halina Łabonarska : mère de Nina
- Maciej Góraj : père de Nina
- Lech Łotocki : Président de la Pologne Lech Kaczyński
- Ewa Dałkowska : première Dame Maria Kaczyńska
- Robert Dudzik : Artur Wosztyl, pilote de l'avion Tu-154
- Piotr Makarski : Rafał Kowaleczko, copilote
- Tomasz Radawiec :
- Blanka Kaczorowska : Aneta Żulińska, hôtesse de l'air sur Jak-40
- Jerzy Zelnik : un diplomate
- Katarzyna Łaniewska : Anna Walentynowicz
- Witold Żaboklicki : général Andrzej Błasik
- Aldona Struzik :
- Maciej Brzoska :
- Dominika Chorosińska : en tant que veuve.
- Mirosława Marcheluk :
- Ryszard Mróz :
- Alżbeta Lenska :